# Fußball-Club Bayern München Basketball 2020-2021
Questa voce raccoglie le informazioni riguardanti il Fußball-Club Bayern München Basketball nelle competizioni ufficiali della stagione 2020-2021.

## Stagione
La stagione 2020-2021 del Fußball-Club Bayern München Basketball è la 20ª nel massimo campionato tedesco di pallacanestro, la Basketball-Bundesliga.

## Roster
Aggiornato al 14 luglio 2020.
| Bayern München 2020-21 | Bayern München 2020-21 |
| Giocatori              | Staff tecnico          |
| ---------------------- | ---------------------- |

| N. | Naz.                                                  | Ruolo | Nome                 | Anno | Alt.   | Peso   |  |
| -- | ----------------------------------------------------- | ----- | -------------------- | ---- | ------ | ------ |  |
| 0  | Stati Uniti (bandiera)                                | G     | Nick Weiler-Babb     | 1995 | 196 cm | 91 kg  |  |
| 1  | Germania (bandiera)                                   | G     | Jason George         | 2001 | 202 cm | 88 kg  |  |
| 2  | Stati Uniti (bandiera)                                | P     | Wade Baldwin         | 1996 | 193 cm | 91 kg  |  |
| 3  | Austria (bandiera) · Germania (bandiera)              | G     | David Krämer         | 1997 | 196 cm | 92 kg  |  |
| 4  | Stati Uniti (bandiera)                                | G     | D.J. Seeley          | 1989 | 193 cm | 88 kg  |  |
| 5  | Stati Uniti (bandiera)                                | PG    | T.J. Bray            | 1992 | 196 cm | 86 kg  |  |
| 7  | Germania (bandiera)                                   | AP    | Alex King            | 1985 | 201 cm | 100 kg |  |
| 8  | Stati Uniti (bandiera)                                | C     | Jalen Reynolds       | 1992 | 208 cm | 104 kg |  |
| 9  | Stati Uniti (bandiera)                                | AC    | Malcolm Thomas       | 1988 | 206 cm | 102 kg |  |
| 9  | Austria (bandiera) · Germania (bandiera)              | P     | Erol Ersek           | 1999 | 193 cm | 88 kg  |  |
| 11 | Serbia (bandiera)                                     | A     | Vladimir Lučić       | 1989 | 204 cm | 95 kg  |  |
| 12 | Italia (bandiera)                                     | G     | Diego Flaccadori     | 1996 | 193 cm | 80 kg  |  |
| 14 | Bosnia ed Erzegovina (bandiera) · Germania (bandiera) | GA    | Nihad Đedović (C)    | 1990 | 196 cm | 86 kg  |  |
| 15 | Germania (bandiera)                                   | G     | Robin Amaize         | 1994 | 196 cm | 98 kg  |  |
| 16 | Germania (bandiera)                                   | A     | Paul Zipser          | 1994 | 203 cm | 103 kg |  |
| 21 | Stati Uniti (bandiera)                                | AG    | James Gist           | 1986 | 206 cm | 105 kg |  |
| 25 | Stati Uniti (bandiera)                                | AC    | JaJuan Johnson       | 1989 | 208 cm | 100 kg |  |
| 31 | Slovenia (bandiera)                                   | P     | Žan Mark Šiško       | 1997 | 190 cm | 82 kg  |  |
| 43 | Croazia (bandiera) · Germania (bandiera)              | C     | Leon Radošević       | 1990 | 208 cm | 112 kg |  |
| 44 | Italia (bandiera) · Germania (bandiera)               | AP    | Sasha Grant          | 2002 | 198 cm | 90 kg  |  |
| 66 | Croazia (bandiera) · Germania (bandiera)              | A     | Matej Rudan          | 2001 | 204 cm | 85 kg  |  |
| -  | Finlandia (bandiera)                                  | PG    | Petteri Koponen (IN) | 1988 | 194 cm | 88 kg  |  |

| Allenatore |
| - Andrea Trinchieri                                                                                                  |
| Assistente/i |
| - / Demond Greene - Philipp Köchling - Adriano Vertemati Legenda - (C) Capitano - (IN) Inattivo - Infortunato Roster |

## Mercato

### Sessione estiva
| Acquisti | Acquisti         | Acquisti           | Acquisti      | Acquisti |
| R.       | Nome             | da                 | Modalità      |          |
| -------- | ---------------- | ------------------ | ------------- | -------- |
| G        | Nick Weiler-Babb | R. Ludwigsburg     | svincolato    |          |
| C        | Jalen Reynolds   | Free agent         | svincolato    |          |
| P        | Wade Baldwin     | Olympiakos         | svincolato    |          |
| AC       | Malcolm Thomas   | Fenerbahçe         | svincolato    |          |
| AC       | JaJuan Johnson   | Bahçeşehir Koleji  | svincolato    |          |
| G        | Robin Amaize     | EWE Oldenburg      | fine prestito |          |
| PG       | Nelson Weidemann | Bamberger          | fine prestito |          |
| AG       | Marvin Ogunsipe  | Crailsheim Merlins | fine prestito |          |

| Cessioni | Cessioni         | Cessioni          | Cessioni       | Cessioni |
| R.       | Nome             | a                 | Modalità       |          |
| -------- | ---------------- | ----------------- | -------------- | -------- |
| AC       | Danilo Barthel   | Fenerbahçe        | fine contratto |          |
| P        | Maodo Lô         | Alba Berlino      | fine contratto |          |
| C        | Greg Monroe      | Chimki            | fine contratto |          |
| PG       | Nelson Weidemann | BG 74 Gottinga    | prestito       |          |
| P        | İsmet Akpınar    | Bahçeşehir Koleji | fine contratto |          |
| AG       | Marvin Ogunsipe  | Amburgo Towers    | prestito       |          |
| C        | Mathias Lessort  | Monaco            | fine contratto |          |

### Dopo l'inizio della stagione
| Acquisti | Acquisti     | Acquisti     | Acquisti         | Acquisti      |
| R.       | Nome         | da           | Data             | Modalità      |
| -------- | ------------ | ------------ | ---------------- | ------------- |
| AG       | James Gist   | Free agent   | 3 dicembre 2020  | svincolato    |
| G        | D.J. Seeley  | Saragozza    | 3 dicembre 2020  | definitivo    |
| PG       | T.J. Bray    | Saragozza    | 7 febbraio 2021  | fine prestito |
| G        | David Krämer | Austin Spurs | 23 febbraio 2021 | svincolato    |

| Cessioni | Cessioni        | Cessioni          | Cessioni         | Cessioni    |
| R.       | Nome            | a                 | Data             | Modalità    |
| -------- | --------------- | ----------------- | ---------------- | ----------- |
| AC       | Malcolm Thomas  | Free agent        | 3 dicembre 2020  | rescissione |
| PG       | T.J. Bray       | Saragozza         | 3 dicembre 2020  | prestito    |
| AP       | Alex King       | s.Oliver Wurzburg | 11 dicembre 2020 | prestito    |
| PG       | Petteri Koponen | Pall. Reggiana    | 15 gennaio 2021  | rescissione |
| PG       | T.J. Bray       | Panathīnaïkos     | 8 febbraio 2021  | rescissione |